# صلاح الدين الهادي
صلاح الدين الهادي (1354- 1446 هـ / 1935- 2024 م) عالم لغوي وأديب مصري، بحَّاثة في الأدب القديم وعلوم العربية، ومُحقِّق للتراث، رئيس قسم الدراسات الأدبية بكلية دار العلوم بجامعة القاهرة.

## سيرته
وُلد صلاح الدين بن محمد الهادي عام 1354هـ/ 1935م. التحقَ بكلية دار العلوم بجامعة القاهرة، وحصل منها على الإجازة (بكالوريوس) من قسم الدراسات الأدبية، عام 1956، ومن زملائه فيها العالم اللغوي الدكتور عبد الصبور شاهين.
عمل مدرِّسًا بالتربية والتعليم حتى عام 1960، ثم عُيِّن معيدًا في دار العلوم. وتابع دراسته العليا فحصل على شهادة (ماجستير) عام 1965 عن رسالته (الشمَّاخ بن ضِرار الذُّبياني حياته وشعره وتحقيق ديوانه) التي نالها بتقدير ممتاز بإشراف الدكتور عمر الدسوقي. ثم حصل على شهادة (دكتوراه) عام 1970 عن أطروحته (أثر الصراع المذهبي بين الفاطميين والعباسيين في الأدب).
تدرَّج في المراتب الوظيفية الجامعية حتى بلغ رتبة الأستاذية (بروفيسور) عام 1983. وتولى رئاسة قسم الدراسات الأدبية بالكلية عام 1988، خلَفًا للأستاذ الدكتور محمد أبو الأنوار.
أشرف على العديد من الرسائل الجامعية، ووُصفَ بأنه أستاذ أساتذة الأدب بكلية دار العلوم وغيرها من كليات الآداب في الجامعات المصرية.

## كتبه وآثاره

ترك إرثًا علميًّا غنيًّا في مجال دراسة تاريخ الأدب العربي القديم، وأسهمت مؤلفاته في إثراء المكتبة الأدبية والنقدية العربية، وعُدَّت مراجعَ رئيسة للباحثين والدارسين.

### تحقيقاته
1. ديوان الشمَّاخ بن ضِرار الذُّبياني (تحقيق وشرح)، دار المعارف بالقاهرة.
2. المذكَّر والمؤنَّث، لمحمد بن يزيد المبرِّد، بالاشتراك مع الدكتور رمضان عبد التوَّاب، مطبعة دار الكتب، ثم مكتبة الخانجي بالقاهرة.
3. ما يجوز للشاعر في الضَّرورة، للقزَّاز القَيرواني، بالاشتراك مع رمضان عبد التوَّاب، دار العروبة بالكويت.
4. اشتقاق الأسماء، للأصمعي،[6] بالاشتراك مع رمضان عبد التوَّاب، مكتبة الخانجي بالقاهرة.
5. اللُّمعة في صَنعة الشعر، لأبي البركات الأنباري، نادي المدينة المنورة الأدبي.

### مؤلفاته
1. الشمَّاخ بن ضِرار حياته وشعره (دراسة)، دار المعارف بالقاهرة.[3]
2. أمراء الشعر في العصر الجاهلي: بيئاتهم، حياتهم، فنُّهم، دراسة تحليلية نقدية، مكتبة الشباب بالقاهرة.
3. الأدب في عصر النبوة والراشدين، مكتبة الخانجي بالقاهرة.[9]
4. اتجاهات الشعر في العصر الأموي، مكتبة الخانجي بالقاهرة.[10]
5. دراسة في شعر العصور العباسية.[6]

### كتب راجعها
1. شعر تغلِب في الجاهلية، جمع وتحقيق أيمن محمد ميدان، معهد المخطوطات العربية بالقاهرة.

## أسرته
الدكتور الهادي متزوِّج وقد أهدى تحقيقه ديوان الشمَّاخ لزوجته، وله ابنة هي الأستاذة غادة الهادي مدير إدارة الإعلام بقطاع الاتصال المؤسسي ببنك التعمير والإسكان.

## وفاته ونعيه
توفي صلاح الدين الهادي مساء الخميس 11 جُمادى الآخرة 1446هـ الموافق 12 ديسمبر (كانون الأول) 2024م. صُلِّي عليه صلاة الجنازة يوم الجمعة 12 جُمادى الآخرة 1446هـ الموافق 13 ديسمبر 2024م بمسجد السلام بمدينة نصر.
نعَت كلِّية دار العلوم بجامعة القاهرة ببالغ الحزن والأسى الأستاذ الدكتور صلاح الدين الهادي، وتقدَّمت الكلِّية، ممثَّلة في عميدها ووكلائها وأمينها العام وأعضاء مجلسها، ورؤساء الأقسام وأعضاء هيئة التدريس والهيئة المعاونة، والجهاز الإداري والطلَّاب، بخالص العزاء والمواساة لأسرة الفقيد وأحبَّائه.